# Slatina Peak
Slatina Peak är en bergstopp i Antarktis. Den ligger i Sydshetlandsöarna. Argentina, Chile och Storbritannien gör anspråk på området. Toppen på Slatina Peak är 1 730 meter över havet. Slatina Peak ingår i Imeon Range.
Terrängen runt Slatina Peak är huvudsakligen bergig, men åt nordväst är den kuperad. Havet är nära Slatina Peak västerut. Trakten är obefolkad. Det finns inga samhällen i närheten. 